# Етичен дателен падеж
Етичен дателен падеж, или етичен датив (на латински: dativus ethicus),
представлява употреба на дателни форми за изразяване на задушевност или съпричастност. Придава особена стилова отсянка на речта, внушение за близост между събеседниците, поради което намира място в неофициалното общуване, в народното и личното творчество.
Названието „етичен“ в този случай няма много общо с морала. То произлиза от гръцката дума ἦθος („етос“), която има доста широк смисъл: с нея древните гърци са свързвали значенията „обиталище“, „жилище“, „място на общо пребиваване“, „обор“; впоследствие тя придобива нови значения като „обичай“, „характер“, „нрав“, „темперамент“. От значението „място на общо пребиваване“ се извежда идеята за близост между събеседниците, заложена в значението на етичния дателен падеж.

## Български език
В българския език етичният дателен падеж се образува чрез кратките форми на личните местоимения, включително възвратните лични местоимения, в дателен падеж, най-често в първо лице, но понякога и в други лица. Придава емоционален и подчертано неофициален характер на речта. Може да изразява както положителна, така и отрицателна оценка.
Примери:
Заблеяло ми агънце
Засвирили ми са два рога ковани и два нековани
Болен ми лежи
И това ни било политик
Аз съм си такава
Дай да си сръбнем по една ракийка
Хайде да му ударим една табла
В случаи като изброените дателното местоимение ми лесно може да се преобразува в притежателно:
Заблеяло моето агънце,
Заблеяло милото ми агънце,
като изразява положителна оценка чрез приобщаване на обекта в областта на  „моето“, тоест в личния свят на говорещото лице. Това е възможно поради сливането на дателния с родителния падеж: кратките местоименни форми на личните и притежателните местоимения съвпадат (например ми може да значи както на мене, така и мой). Затова местоименните клитики могат да изразят както направление на действието, така и притежание.
По-рядка разновидност на тази конструкция е използването на формата за множествено число на първо лице (ни), чрез което говорещият се изразява като представител на някакво множество. Например фразата
И това ни било политик
показва разочарованието на говорещия, изразено като присъщо на всичките му събеседници.
Понякога съчетанието ми ти от 1 и 2 л. ед.ч. се използва за подсилване:
Такива ми ти работи
Като се изви оная ми ти виелица...
Местоимението ти може да се употреби и самостоятелно:
Каква ти почивка! Не ми дадоха отпуск.
Кой ти е мислил, че ще стане така!
Използването на второто лице представлява приобщаване на събеседника към изказването, привличането му като очевидец на случващото се в текста:
Като ти пораснала оная смокиня, станала колкото една къща!
Етичният дателен падеж може да изразява както положително, така и отрицателно отношение.
Примери:
Положително отношение:
Хубавец ми е той!
Как сладко ми е заспала!
Отрицателно отношение:
И това ми било приятелство!
Нотите още не знае, певец ще ми става!
В служба на етичен дателен падеж се използват само кратките форми на местоименията; употребата на пълните форми е невъзможна, тъй като при тях няма сливане на дателния с родителния падеж. Например изрази като следните не се срещат:
* Хайде да ударим нему една табла
* Хайде да ударим на него една табла
В определени случаи се наблюдава разлика в смисъла между обикновените и възвратните лични местоимения: местоимението си внася интимност в разговора и подсилва признанието, че съответното качество е присъщо на назованото лице, докато ми изразява емоционална оценка на качеството, например възхищение, умиление и т.н. Двете местоимения могат да се използват заедно или поотделно:
Майстор си е той! (Изразява безспорен факт и придава интимност на разговора.)
Майстор ми е той! (Изразява умиление, радост или гордост.)
Майстор си ми е той! (Изразява безспорен факт и умиление, радост или гордост.)
Местоименията за трето лице могат да усилват отрицателни оценки, като изразяват чувство на раздразнение или възмущение:
Всичко обърка глупакът му с глупак!
Опита се да ме обере крадлата ѝ недна!
Обаче безличната форма му (3 л. ед.ч. ср.р.) може да изразява задоволство:
Каква хубава разходка му направихме!
Местоименията за трето лице могат да се заменят с показателни местоимения, които имат същата модална употреба (изразяват силно чувство, независимо дали е положително, или отрицателно):
Всичко обърка тоя глупак!
Опита се да ме обере тая крадла недна!
Такава хубава разходка направихме!
Смисълът остава практически същият, само че това не е етичен дателен падеж, тъй като показателните местоимения не са употребени в дателна падежна форма.

## Руски език
Тъй като в руския език дателният и родителният падеж съществуват самостоятелно, то службата на етичен дателен падеж изпълняват личните местоимения ту в дателен, ту в родителен падеж. Тези местоимения почти винаги са в първо лице, по-често в единствено число (мне или у меня) и по-рядко в множествено число (нам или у нас).
Пример 1:
Они мне это столетие навеки запомнят.
(Ще ми запомнят тоя век завинаги.)
Пример 2:
Ты у меня поспишь!... Ты у меня поотдыхаешь!... А ну-ка, подъём, быстро!
(Ще ми спиш!... Ще ми отпочиваш!... Хайде ставай, бързо!)
Пример 3:
Он у нас молодец.
(Юнак ни е той.)
Приобщаване на събеседника към изказването се изразява чрез местоимение във второ лице (тебе, вам):
Да он тебе/вам за десять минут любое стихотворение выучит.
(Че той за десет минути ще ти/ви научи всяко стихотворение.)
Повелителното наклонение в трето лице (обикновено оформено с възвратното местоимение себе) може да изразява равнодушие или презрение:
Ну и пусть себе дуется, не могу же я приглашать кого попало!
(Нека си се цупи, не мога аз да каня кого да е!)

## Латински език
Етичният дателен падеж се среща в латинския език. Например изречението
Quid mihi Celsus agit?
в буквален превод на български (с етичен дателен падеж) гласи:
Какво ми прави Целз?
Обаче това изречение е двусмислено: дателният падеж може да се тълкува в обикновения си смисъл (посока на действието), тоест местоимението ми може да се схване като непряко допълнение:
Какво прави Целз на мен / за мен?
Отсянката на интимност или любопитство в латинското изречение се предава на български най-добре по следния начин:
Какво ли прави Целз?
Този вариант не съдържа етичен дателен падеж. Неговата роля е поела частицата ли, която тук е излишна поначало (тъй като изречението вече съдържа въпросителната дума какво) и служи само за подсилване на въпроса.

## Английски език
При английските местоимения дателните форми са се слели с винителните, поради което формално не разграничават пряко от непряко допълнение. В някои случаи обаче (например когато глаголът е непреходен) е очевидно, че употребата на местоимението служи само за придаване на емоционален характер на изречението:
I'll rhyme you so eight years together (Shakespeare, „As You Like It“).
(Ще ви римувам така осем години подред (Шекспир, „Както ви харесва“).)
Изречението е взето от по-широк контекст, който гласи: …Няма нищо по-лесно от писане на такива стихчета! Аз мога да ви римувам така осем години подред, с почивки само за обяд, вечеря и сън. Героят обяснява, че може да римува така (тоест много лесно). Глаголът „римувам“, поначало преходен, тук е използван без допълнение: местоимението ви не е допълнение, защото героят няма как да римува събеседника си. Следователно местоимението ви само придава интимност на изречението, тоест служи за образуване на етичен дателен падеж.
В английския език съществува и конструкцията
on + местоимение в кое да е лице и число, в косвен падеж.
Тази конструкция също изпълнява службата на етичен дателен падеж.
Пример:
They've gone abroad on me.
(Отишли ми в чужбина.)

## Други езици
Етичният дателен падеж съществува в много от съвременните европейски езици.
Немски:
Bleibe mir nur gesund.
(Само ми се пази здрав.)
Френски:
Prends-moi le bon parti.
(Гледай да ми постъпиш правилно.)
Холандски:
Waar kom je me nou mee aanzelten?
(Какво ще ми правиш сега?)
Гръцки:
Μήπως η καρδούλα σου δεν μου είναι ευτυχυσμένη. (Δ. Βανδή)
(Да не би сърчицето ти да не ми е доволно?)
Албански:
Lulushen, të ma keni kujdes. (D. Agolli)
(Да ми се грижите за Люлюша.)
Румънски:
Ăsta îmi eşti tu!
(Това си ми ти!)
Каталонски:
Escolta, no m'arribis tard, eh, demà!
(Слушай, не ми закъснявай утре!)
Хърватски:
Raspala mi se knjiga iz knjižnice.
(Разпадна ми се книгата от библиотеката.)
Полски:
Mój brat sobie choruje.
(Брат ми си боледува[, а има важни неща за вършене].)
Италиански:
Che tte guardi?
(Какво си гледаш?)
Испански:
De qué te ríes?
(На какво си се смееш?)